# Je te retrouverai
Je te retrouverai (titre original : Until I Find You) est un roman de l'écrivain américain John Irving publié en 2005. Il constitue sans doute son œuvre la plus personnelle et autobiographique.

## Résumé
Une mère tatoueuse et son fils Jack, âgé de quatre ans, partent à la recherche de ce père qui s'est envolé. Après des recherches vaines ils partent pour le nouveau monde. Jack essaye de se faire une place à Hollywood grâce à son physique et sa capacité à se travestir. 
La route qui le conduira vers son père lui permettra aussi de découvrir son vrai passé. En effet, le scénario du film de son enfance a été écrit uniquement à travers les souvenirs d'une mère trop aimante. Petit à petit, grâce à un long travail sur lui-même, Jack découvrira son vécu, bien différent de celui que sa mère lui avait tricoté sur mesure.